# Višnjica (Palilula)
Pour les articles homonymes, voir Višnjica.
Višnjica (en serbe cyrillique : Вишњица) est un quartier de Belgrade, la capitale de la Serbie. Il est situé dans la municipalité de Palilula. En 2002, il comptait 3 611 habitants.

## Localisation
Višnjica est située sur la rive droite du Danube. Le quartier s'étend sur près de 5 km, de la rivière Rukavac et de la péninsule de Ada Huja jusqu'à Bela Stena. Le village originel de Višnjica s'est développé entre la partie septentrionale de la plaine de Višnjica et le Danube et, aujourd'hui, il forme une continuité avec le reste de la ville, par l'intermédiaire des quartiers voisins de Ada Huja, Rospi Ćuprija et Karaburma à l'ouest et les extensions modernes de Višnjička Banja, principalement au sud. La rue principale qui le relie au centre-ville porte le nom de Višnjička.

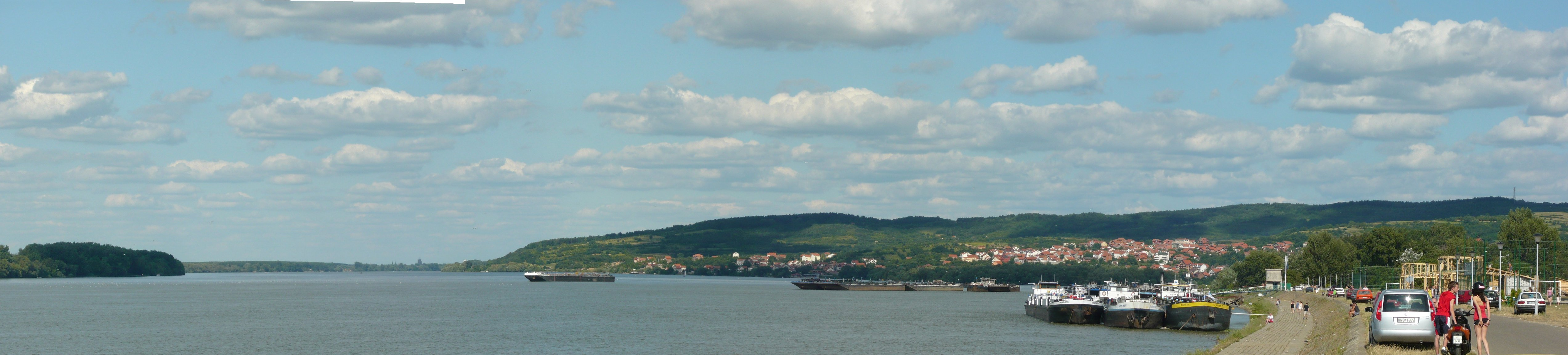
Vue de Višnjica depuis le Danube

## Histoire et peuplement
Deux sites classés se trouvent sur le territoire de la Višnjica. Le site archéologique de Ramadan, où ont été retrouvées de nombreuses pièces de monnaie, témoigne de la vie matérielle dans cette partie du limes romain entre les IIe siècle et IVe siècles. Le site du castrum « Ad Octavum », dont le nom rappelle qu'il était situé « à huit milles » de Singidunum (aujourd'hui Belgrade, remonte à la période byzantine ; sur le site ont été mis au jour d'anciennes nécropoles et, surtout, des restes de fortifications construites au VIe siècle, sur l'ordre de l'empereur Justinien, pour renforcer l'ancien limes contre les Barbares.
Jusque dans les années 1970, Višnjica constituait un village séparé et était situé dans les faubourgs de Belgrade. À la suite de la réorganisation administrative de la Ville après le recensement de 1971, les faubourgs de Višnjica, Mirijevo, Mali Mokri Lug, Veliki Mokri Lug, Selo Rakovica, Jajinci, Kijevo, Kneževac, Resnik, Železnik et Žarkovo furent intégrés à la « ville de Belgrade proprement dite » (en serbe : uža teritorija grada), changeant leur statut de localités à part entière en celui de communautés locales (en serbe : mesna zajednica).
Selon les divers recensements, la population de Višnjica a évolué de la façon suivante :
| 1921  | 1971  | 1981  | 2002  |
| ----- | ----- | ----- | ----- |
| 1 688 | 5 429 | 7 463 | 3 611 |

Les chiffres de 1921 à 1981 concernent les deux quartiers, aujourd'hui séparés de Višnjica et de Višnjička Banja ; la population cumulée de ces deux quartiers s'élevait à 12 102 habitants en 2002.
Le nom du quartier de Višnjica, en serbe, signifie « le jardin de cerises aigres ». Le secteur, qui s'étend entre Karaburma et Viline Vode, à l'est, était connu pour ses sources thermales et ses boues thérapeutiques ; c'est de la que provient le nom du nouveau quartier de Višnjička Banja, qui, en serbe, signifie « la station thermale de Višnjica ».

## Caractéristiques
En tant qu'ancien village, Višnjica est un quartier résidentiel, sans installations industrielles ou commerciales. La distance relative par rapport au centre-ville (7 ou 8 km) et un mauvais service de transports publics constituent le problème principal de cette communauté locale[réf. nécessaire].
Dominant la pointe la plus à l'est et la plus boisée de Ada Huja ainsi que le Danube lui-même, Višnjica, tout comme Viline Vode qui se trouve plus près du centre-ville, a été la cible d'un projet visant à en faire un quartier de luxe. Cependant, en raison de la crise économique traversée par l'ex-Yougoslavie dans les années 1980, ces plans ont été abandonnés.

## Višnjička Banja
Višnjička Banja (en serbe cyrillique : Вишњичка Бања) est situé dans la partie septentrionale de la plaine de Višnjica, entre les quartiers de Rospi Ćuprija à l'ouest, Lešće au sud-est et Višnjica au nord. En 2002, il comptait 8 497 habitants.
Ce quartier moderne a été construit pour relier l'ancien village de Višnjica au reste de Belgrade et il a été nommé ainsi en raison des sources thermales et des boues thérapeutiques qui se trouvent près de Višnjica ; en serbe, Višnjička Banja signifie « la station thermale de Višnjica »). En revanche, ces sources, pour la plupart, ont été artificiellement fermées et leurs eaux conduites dans le système d'égouts de la ville.
Le quartier est principalement résidentiel. En revanche, sa partie méridionale possède quelques briqueteries. Compte tenu du caractère parfois arbitraire des limites entre les quartiers de Belgrade, ces entreprises sont souvent considérées comme faisant partie de la section industrialisée de Rospi Ćuprija.

## Višnjičko Polje
Le plan de régulation pour la construction du quartier de Višnjičko Polje a été publié le 15 mai 2007,,. Selon ce plan, le futur quartier devrait couvrir une superficie de 81 ha et compter 7 500 appartements. Après l'aménagement de Bežanijska kosa en 1987, c'est le plus grand quartier planifié récemment dans la ville de Belgrade.
Le quartier sera situé sur la plaine de Višnjica, d'où son nom qui, en serbe, signifie « le champ de Višnjica ». Il sera bordé par les quartiers de Višnjička Banja au nord, Lešće à l'est, Ćalije et Rospi Ćuprija à l'ouest. Une des futures limites du quartier sera également le périphérique intérieur de Belgrade, encore en construction.
En raison de l'inclination du terrain, qui est de 7 à 10 %, le quartier prendra la forme d'un amphithéâtre et, contrairement à d'autres quartiers planifiés de la capitale serbe, Višnjičko Polje ne possèdera aucun gratte-ciel : 50 % de sa superficie sera constitué de maisons individuelles, tandis que 20 % seront constitués d'immeubles de quatre étages. Il est prévu par le plan que 600 appartements soient mis à la disposition de familles roms qui vivent actuellement dans des bidonvilles[réf. nécessaire].
Le futur quartier sera organisé autour de deux centres : le Centar 1, autour de l'actuelle briqueterie Rekord, sera destiné aux activités culturelles et commerciales, tandis que le Centar 2, autour de l'actuelle briqueterie Kozara, sera destiné aux sports et aux loisirs[réf. nécessaire].
Le trou d'eau de Vrtača, artificiellement créé par l'extraction de l'argile destinée aux briqueteries voisines, doit devenir une zone protégée. On y trouve actuellement des aigrettes, des canards colvert, des tadornes et des couleuvres à collier, etc.

## Architecture
L'église Saint-Nicolas de Višnjica a été construite en 1842 et rappelle par son style les églises traditionnelles de la Serbie médiévale ; elle figure aujourd'hui sur la liste des biens culturels de la Ville de Belgrade.

## Éducation
L'école élémentaire Ivan Milutinović de Višnjica dispose d'annexes à Slanci, Veliko Selo et Višnjička Banja.

## Transports
Deux lignes de bus de la société GSP Beograd ont leur terminus dans le quartier, les lignes 32 (Vukov spomenik – Višnjica) et 32E (Trg Republike – Višnjica) ; en plus de ces lignes, la rue Višnjička est parcourue par les lignes 16 (Karaburma II - Novi Beograd Pohorska), 23 (Karaburma II – Vidikovac), 25 (Karaburma II – Kumodraž II), 25P (Mirijevo IV – Kumodraž), 35 (Trg Republike – Cimetière de Lešće), 35L (Omladinski stadion – Cimetière de Lešće), 74 (Bežanijska kosa - Mirijevo III) et 202 (Omladinski stadion – Veliko Selo).